# الحضن (الخبت)

تعديل مصدري - تعديل

الحضن هي إحدى قرى عزلة عبس بمديرية الخبت التابعة لمحافظة المحويت، بلغ تعداد سكانها 1135 نسمة حسب تعداد اليمن لعام 2004.